# Los sábados secretos
The Secret Saturdays (en Hispanoamérica Los sábados secretos) es una serie de televisión animada estadounidense creada por el caricaturista canadiense Jay Stephens (creador de la serie Tutenstein ganadora del Emmy). Debutó el 3 de octubre de 2008, en Estados Unidos por Cartoon Network.
La serie cuenta la vida de aventuras de "Los Sábados", una familia dedicada a cuidar los secretos de la "cryptozoología" para cuidar a los humanos y a los mismos cryptidos de ellos mismos. Los personajes viajan alrededor del mundo buscando y estudiando a estas extrañas criaturas y peleando contra retorcidos villanos como el Megalomaniaco de V.V. Argost.

## Orígenes
En un principio, la serie era muy distinta al producto final que fue mostrado en televisión, como por ejemplo, Jay Stephens quiso llamar a la serie "Cryptids" y la trama estaría enfocada en Okapi, Komodo y Megamouth, 3 críptidos junto con su "mascota" humana llamada Francis. El objetivo de estos personajes sería evitar que los humanos descubrieran la existencia de los críptidos y al mismo tiempo evitar que Monsieur Dodo (el némesis de los críptidos) logré acabar con ellos. Esta versión de la serie no logró llamar mucho la atención, sin embargo, meses más tarde, Cartoon Network aprobó la serie debido a que en ese momento, estaban buscando más series de acción para tratar de repetir el éxito que tuvo Ben 10 y por lo tanto, hicieron algunos cambios en la serie, como por ejemplo, Francis paso de ser de un niño de 9 años a tener 11 años y en lugar de llamarse Francis, ahora se llamaría Zak Sábado y además, por un tiempo, Cartoon Network quería que el programa se llamará "Las Secretas Aventuras de Zak Sábado" pero el título fue cambiado más adelante por "Los Sábados Secretos". 
A diferencia de otras caricaturas del género misterio, el objetivo de los Sábados no era revelar la existencia de los críptidos, su objetivo era ocultar la existencia de los críptidos. Para el estilo artístico de la serie, Jay Stephens fue inspirado por el estilo de Alex Toth y algunos programas de Hanna-Barbera como Jonny Quest y Los Herculoides.
En julio de 2008, Cartoon Network inició una campaña para el programa, como por ejemplo, se hizo una página web llamada CryptidsAreReal.com y a además, en la Comic-Con 2008 se repartieron folletos sobre "El Extraño Mundo" (el programa de TV de V.V. Argost). Finalmente la serie se estrenó el 3 de octubre de 2008 en Estados Unidos, mientras que en Latinoamérica se estrenó el 13 de febrero de 2009.

## Argumento
Solomon y Drew Saturday (padre y madre de Zak Saturday respectivamente), pertenecen a la organización Los Científicos Secretos que se encargan de investigar cualquier ámbito de la ciencia al que no pueden acceder las demás personas, Zak y su familia se encargan del trabajo de campo con respecto a la Criptozoología (ciencia que estudia animales con comportamientos extraños, o cuya existencia no está demostrada). 
Viven en su base secreta junto a Fiskerton (lemuriano), Kómodo y Zon, aunque gran parte del tiempo la pasan en el zépelin de la familia debido al carácter de su trabajo (acuden al lugar de los hechos independientemente del continente en el que se haya producido). En la serie los relatos sobre críptidos no son solo leyendas sino que estas criaturas son las involucradas en los casos que la familia Saturday debe resolver. Viajando por todo el mundo, los Sábados exploran templos antiguos y profundas cuevas, y pelean con villanos como V.V. Argost, quien esconde sus malvados planes en su programa de TV "El Extraño Mundo" y un mercenario enmascarado que especializa en la captura de críptidos, Van Rook.
Explorando el planeta en busca de los criptidos, los Saturdays intentan mantener la existencia de esas criaturas oculta por el bienestar de la humanidad y de los propios criptidos.

## Personajes
- Zak Saturday (Zak Sábado): Es un niño de 11 años que vive una vida llena de aventuras gracias a sus padres y a sus poderes críptidos, es fan del programa "El Extraño Mundo" de V.V.Argost (su archienemigo). Los poderes de Zak consisten en la habilidad de sintonizar mentalmente con los críptidos. el mismo día que nació, "La Piedra Kur" fue encontrada (Hecho que sugiere la procedencia de esa habilidad natural en un humano), su papá dice que algún día usará sus poderes para salvar al mundo. A pesar de saber la responsabilidad, siempre trata de superarse tratando de completar solo algunas misiones.

- Solomon "Doc" Saturday: Es un científico cryptozoólogo dedicado a proteger los misterios de la cryptozoología. A él le gusta tratar de explicar todo de forma científica y lógica. Además le desagrada un poco Doyle, el hermano de Drew ya que piensa que es una mala influencia en Zak.

- Drew Saturday: Es una cryptozoologa junto con su esposo. Es un poco sobreprotectora. Drew al contrario que su marido suele prestar atención a la parte mística de la criptozoologia, Durante su infancia en un templo tibetano, debido a un "accidente" su hermano Doyle desapareció hasta que fue encontrado en la primera temporada.

- Doyle Blackwell: Es el hermano menor de Drew. Al principio de la serie era el aprendiz de Van Rook. Es impulsivo y le gusta vivir siempre al límite, aunque esto suponga poner en riesgo la vida de los demás. Zak le tiene mucha admiración.

- V.V. Argost: Es el villano principal de la serie, él quiere el poder de La Piedra Kur (quien le dio sus poderes a Zak). Tiene un show llamado "El Extraño Mundo" que está basado en hablar sobre los críptidos, que también aprovecha para mandar mensajes a sus amigos y enemigos (aunque sus televidentes no lo ven como una amenaza, sino como una especie de programa de culto). En el final de la 2ª temporada se revela que Argost es un Yeti, un Criptido originario del Himalaya y fue el quien causó el accidente que separó a Drew y Doyle en su infancia.

- Munya (Fred Tatasciore): Es el silencioso asistente de V.V. Argost. Le han inyectado ADN de una Araña gigante llamada "Papuan" lo que le da la habilidad de transformarse en un monstruo arácnido para las batallas.

- Zak Monday: Es el Anti-Zak que salió del espejo junto a Drew Monday en el episodio "Lunes Negro". Es el reflejo especular de Zak, en aspecto físico es semejante a él pero con algunas diferencias.

- Drew Monday: Es la Anti-Drew que salió del espejo junto a Zak Lunes. Es idéntica a Drew solo que ella puede agrandar y estirar la lengua.

- Leonidas Van Rook: Es un criptozoólogo malvado, Trabaja como mercenario y estaría dispuesto a exponer al mundo todos los críptidos solo por dinero. Hace trabajos ocasionales con Argost y odia a Doc. Él está enamorado de Drew.

- Fantasma Fiskerton: Es un Lemuriano(gorila-gato de 2m), lo encontraron en Nottinghamshire, Inglaterra y es como un hermano para Zak y siente la responsabilidad de protegerlo. A veces puede ser un cobarde, pero ha demostrado ser un gran y fuerte aliado, dispuesto a arriesgar su vida por su nueva familia. Su dialecto es sobre todo en gruñidos y murmullos que a veces imitan la voz humana, aunque lo entienden de todas formas. Que Fiskerton sea un críptido y no un humano no impide que sea para Zak como un hermano.Puede doblar el metal con las manos desnudas. Sus pies son tan diestros como sus manos, lo que le permite escalar con facilidad. En "De nuevo en la fábrica de las pesadillas", se revela que Fiskerton es un Lemuriano (hecho que el propio Fiskerton desconocía), miembro de una raza de criaturas que protegen al mundo contra el Kur, y es capaz de localizar a Kur a través de medios psíquicos e instintivos.

- Komodo: Es un dragón de komodo de 115 kilos alterado genéticamente. Su poder es único, nadie más de su especie lo tiene, que es volverse invisible. También puede hacer otros objetos invisibles, como cuando lo conectan al Dirigible. Sus garras son lo suficientemente afilado como para cortar el metal. Aunque en parte es obediente, las acciones de Komodo son a menudo dictadas por su estómago, y él ignoraría a los Saturdays e incluso se enfrentaría a un criptido mayor por una buena comida.

- Zon: Llamada así por la selva amazonica de la que procede Es miembro de una especie que se creía extinta, un fósil viviente, el Tropeognathus, aunque los no atentos pueden confundirla con un pteranodonte.

## Críptidos
- Lemuriano (Gorila-gato): Suelen medir 2m, tener ojos rojos, poseer una gran fuerza física y ser igual de diestros con las manos que con los pies. Fiskerton pertenece a esta especie y aparte de él se cree que está casi extinta. Son los guardianes de Kur.
- Dragón de komodo: No es un críptido porque ninguno nace con habilidades especiales. Komodo fue alterado genéticamente.
- Ornitoqueiro: Ser vivo volador del cretácico, en la serie se creía extinta hasta que los Saturadys encuentran a Zon.
- Hibagon: Es un gorila de 6m con gran fuerza física de pelaje azul el cual vive en el monte Hiba en la prefectura de hiroshima. En las leyendas se dice que es mitad gorila mitad humano. sin embargo en la serie el villano Shoji Fuzen engaña al profesor mizuki sobre el fin de sus experimentos de transferencia de conciencia y este para que Fuzen no pueda utilizar a hibagon se transfiere a sí mismo quedando atrapado en el cuerpo del gorila.
- Escarabajos petardo: Son unos extraños escarabajos con la capacidad especial de lanzar una sustancia por su tórax que es altamente inflamable y explosiva, explotan con la más mínima chispa. Argost los lleva guardados en el interior de su capa. También pueden explotar por su cuenta, pero mueren al hacerlo.
- Hiedra Chupa-sangre de Nicaragua: Plantas de muy rápido crecimiento que Argost emplea para inmovilizar a sus víctimas.
- Anélidos Devonianos: Están inspirados en el Aka Allghoi Khorhoi del desierto de gobi. Ciempiés que absorben la fuerza vital de sus víctimas hasta dejarlas inconscientes o incluso matarlas. Argost los lleva en su capa de piel de tiburón megadiente, los muestra en los capítulos "lapiedra Kur 2" y "Objetivo Fiskerton" entre otros.
- Neuroparásitos: Son una especie de criptido que se alimenta de pulsos eléctricos del sistema nervioso. Cuando uno de ellos se coloca detrás de un cuello además de alimentarse de alguna persona, el que controla el neuroparasito, pasa a controlar como una marioneta a su huésped.
- Moscas Negras Carnívoras: Son moscas muy agresivas y veloces que pueden comer grandes cantidades de carne que siempre van en enjambre.Argost las llevas en su capa.
- Amarok: Hombres lobo místicos de la isla de Elleff Ringnes, se mantienen en hibernación en sus tumbas hasta ser perturbados, tienen el poder de provocar tormentar realmente fuertes.
- Tigres Azules: Como su nombre lo indica, tigres de pelaje azul medio claro con rayas de azul oscuro, traen buena suerte a sus dueños.
- Witoreke: Una rata canguro, es un carroñero.
- Elefantoro: Mitad elefante, mitad toro, vive en África y puede pesar hasta 10 toneladas. Es carnívoro.
- Pez Diablo: Una especie de bagres gigantes, producen su propia electricidad a modo de defensa. (Están basados en verdaderos bagres gigantes carnívoros con el mismo nombre).
- Cherufe: Lagartos antropomorfos que viven en el interior de los volcanes donde hacen sus nidos, son una de las claves para hallar a Kur.
- Tapires-Iaguara: Más relacionados con los cerdos que con los tapires, son en parte felinos por lo que son carnívoros y muy malhumorados, sin mencionar su peligrosidad.
- Críptidos de los pantanos de la Isla Honey: Una serie de criptids humanoides de diversas formas y tamaños, algunos son una combinación de distintas especies de animales. Fueron creados en los laboratorios de la Isla Honey por un grupo de científicos con su jefe Lancaster, este último se dio cuenta de que lo que hacían estaba muy mal, por lo que decidió sabotear el proyecto y liberar a los criptidos en los pantanos, en total son 13 (Lancaster fue como un segundo padre para Solomon Saturday).
- Micro-criptidos: Son organismos unicelulares que se ubican en las grandes fuentes de agua y pueden controlarla esta misma como si fuera un ser viviente. Al no ser perturbados no representan mucho peligro, pero si son removidos de su lugar de descanso o bebidos se enfurecen y llevan a su "atacante" al fondo del agua para ahogarlo. Se los considera una plaga peligrosa.
- Plantas criptidas: Son plantas que como cualquier otra necesitan luz solar y agua pero se pueden defender atacando. Hay una especie que saca baba pegajosa de color verde para pegar a sus predadores herbívoros. (Drew Sábado cultiva esta y otras especies de plantas cryptids bajo tierra).
- Duah: El Duah es una criatura voladora de Papúa, Nueva Guinea. La mayoría de los informes dicen que es como un pterosaurio en apariencia. También hay que señalar que casi todos los informes se declara que la criatura se ilumina con la luz, mostrando la bioluminiscencia.

## Reparto
| Personaje            | Actor original (EE. UU.) | Actor de doblaje (México) | Actor de doblaje (España) |
| -------------------- | ------------------------ | ------------------------- | ------------------------- |
| Zak Sábado           | Sam Lerner               | Bruno Coronel             | Pablo Sevilla             |
| Solomon "Doc" Sábado | Phil Morris              | Sergio Gutiérrez Coto     | Fernando Hernández        |
| Drew Sábado          | Nicole Sullivan          | Elsa Covian               | Laura Pastor              |
| Fiskerton            | Diedrich Bader           | Benjamín Rivera           | Héctor Cantolla           |
| Komodo               | Fred Tatasciore          | Fred Tatasciore           | Fred Tatasciore           |
| Zon                  | Fred Tatasciore          | Fred Tatasciore           | Fred Tatasciore           |
| Doyle Blackwell      | Will Friedle             | Héctor Emmanuel Gómez     | Roberto Encinas           |
| V.V. Argost          | Corey Burton             | José Luis Orozco          | Yolanda Mateos            |
| Francisco            | Scott Menville           | Isabel Martiñón           | Paco Vaquero              |
| Agente Epsilon       | Brian Stepanek           | Martín Soto               | Luis Miguel Villegas      |
| Dr. Arthur Beeman    | Jeff Bennet              | Mario Castañeda           | Cholo Moratalla           |
| Dr. Paul Cheechoo    | Danny Cooksey            | Víctor Ugarte             | Miguel Zúñiga             |
| Leonidas Van Rook    | Corey Burton             | Gerardo Reyero            | Fernando de Luis          |
| Zak Lunes            | Sam Lerner               | Bruno Coronel             | Pablo Sevilla             |

## Episodios
| Temporada | Episodios | Primera emisión        | Última emisión      |
| --------- | --------- | ---------------------- | ------------------- |
| 1         | 26        | 3 de octubre de 2008   | 1 de agosto de 2009 |
| 2         | 10        | 7 de noviembre de 2009 | 30 de enero de 2010 |

La primera temporada cuenta con 26 episodios y se centra principalmente en la búsqueda de los sábados por encontrar a un antiguo cryptid llamado Kur, que tiene el poder de controlar a un ejército de Críptidos. Al final de la primera temporada, se reveló que Kur era Zak Sábado, algo que no sabía ni el mismo Zak.
El 7 de noviembre de 2009, en Estados Unidos se estrenó la segunda temporada con 10 episodios emitidos para dar seguimiento a la conclusión de la serie. Esta temporada contaba con un arco argumental principalmente enfocado en Zak y su familia enfrentando las consecuencias de la revelación de que Kur había reencarnado en Zak. El capítulo final de la serie fue emitido en Estados Unidos el 30 de enero de 2010

## Producción
A diferencia de otras series de Cartoon Network, Los Sábados Secretos no fue producida por Cartoon Network Studios,  Los episodios estuvieron en su mayoría dirigidos por Scott Jeralds, y la producción de Los Sábados Secretos corrió a cargo de Porchlight Enterteinment, compañía que también había producido Tutenstein (otra serie de Jay Stephens).

### Cancelación
En enero de 2010, en foros de Internet, Jay Stephens (creador) explicó que la serie aún no estaba definitivamente cancelada y que el capítulo "La Guerra de los Críptidos" era (en ese momento) un final de temporada y que Cartoon Network aún no había ordenado más episodios pero existía la posibilidad de que eso cambiara. Más tarde, Jay dejó de comentar en los foros y dejó su blog inactivo, dando a entender que el final de temporada sería el final definitivo de la serie. 
A pesar de esto, 3 años después, la familia "Sábado" hizo una aparición especial en un capítulo crossover de Ben 10: Omniverse, titulado "T.G.I.S.", no se sabe exactamente porque Cartoon Network decidió hacer este crossover siendo una serie que ya había sido cancelada, pero los fanes dicen que Cartoon Network posiblemente lo hizo para los seguidores del programa que quedaron con ganas de más episodios. El estreno de TGIS debería de haber acontecido en abril en Estados Unidos, pero por alguna razón, Cartoon Network retrasó el estreno a septiembre.

## Mercancía
Un DVD con los primeros 5 episodios de la serie (con un bonus con material extra) salió a la venta el 21 de julio de 2009. Una enciclopedia titulada The Secret Saturdays: The Official Cryptid Field Guide (Los Sábados Secretos: La Guía Oficial de Los Cryptids) salió a la venta el 11 de agosto de 2009. Novelas Gráficas y capítulos en libros fueron lanzados por "Del Ray Manga" empezando el verano de 2009. Un videojuego llamado The Secret Saturdays: Beasts of the Fifth Sun (Los Sábados Secretos: Bestias De El Quinto Sol) salió gracias a D3 Publisher.